# ラスト・ショー2
『ラスト・ショー2』（Texasville）は、1990年のアメリカ合衆国のドラマ映画。
『ラスト・ショー』（1971年）の続編。前作と同じピーター・ボグダノヴィッチが監督を務め、ジェフ・ブリッジス、シビル・シェパード、ティモシー・ボトムズらが出演している。

## ストーリー
前作から30年後の1984年のテキサスの田舎町、アナリーン。かつての若者たちは皆中年となっていた。
しかし、デュエーンは経営している石油会社が倒産寸前のうえ、妻のカーラとは喧嘩が絶えなかった。一方、アナリーンの市長となったサニーも亡くした人々の思い出の中にばかり浸り、心に深い喪失感を抱いていた。
そんなある日、かつてのデュエーンの恋人で女優となっていたジェイシーが帰ってきた事で、デュエーンの心の中に再びかつての恋の思い出が甦る。
その頃、町は百年祭のイベントを目前に控えていたが、そのさなかにサニーが行方不明になってしまう。

## キャスト
- デュエーン・ジャクソン: ジェフ・ブリッジス
- ジェイシー・ファロー: シビル・シェパード
- サニー・クロフォード: ティモシー・ボトムズ
- カーラ・ジャクソン: アニー・ポッツ
- ジュヌヴィエーヴ・モーガン: アイリーン・ブレナン
- レスター・マーロー: ランディ・クエイド
- ルース・ポッパー: クロリス・リーチマン
- ディッキー・ジャクソン: ウィリアム・マクナマラ

## 作品の評価
Rotten Tomatoesによれば、22件の評論のうち55%にあたる12件が高く評価しており、平均して10点満点中5.42点を得ている。